# Les Éditions de minuit
Les Éditions de minuit sont une maison d'édition française, fondée par Jean Bruller et Pierre de Lescure en 1941 dans la clandestinité, pendant l'occupation allemande de la France.
En février 1942 est publié le premier ouvrage paru aux Éditions de minuit, Le Silence de la mer de Vercors (pseudonyme de Jean Bruller). Perçue comme « une maison d'édition prestigieuse qui incarne une vision de grande qualité de la littérature », elle est également connue pour ses publications « hostiles à la littérature bourgeoise et réconfortante », comme en témoigne son soutien au mouvement littéraire du Nouveau Roman dont elle publia les auteurs.
En janvier 2022, les Éditions de minuit intègrent le groupe Madrigall (éditions Gallimard).

## Historique

### Origine du nom
Si le mot « minuit » laisse imaginer les manuscrits imprimés clandestinement durant la nuit, l'histoire est différente. Les deux premiers ouvrages sont imprimés par Claude Oudeville, qui travaille seul durant la journée[réf. souhaitée]. Il met ainsi deux mois à imprimer les 350 exemplaires du Silence de la mer paru le 20 février 1942. Les ouvrages suivants sont imprimés les dimanches, dans l'atelier déserté d’Ernest Aulard.
Jean Bruller, dans La Bataille du silence, explicite l'inspiration littéraire du nom des éditions :

« Éditions souterraines, Éditions des Catacombes […], Éditions de la Liberté, Éditions du Refus… Mais un jour, rue Bonaparte, je jouais avec les mots : l’ombre, la nuit, minuit — sur ce dernier me reviennent soudain un titre de Duhamel, un autre de Mac Orlan… La Confession de minuit… La Tradition de minuit… Bon sang, mais voilà ce qu’il nous faut : Les Éditions de Minuit ! J’en suis si enchanté que je file aussitôt chez Lescure qui n’en est pas moins heureux que moi. (…) Si je parvenais à mettre sur pied, malgré les difficultés, l’organisme nécessaire à la publication de mon récit (impression, brochage, diffusion), on pourrait ensuite l’utiliser pour une série d’autres ouvrages ! Une maison d’édition clandestine […] n’était-ce pas ce qu’il fallait, en fin de compte, pour assouvir les écrivains en mal de parution ? »

### Pendant la guerre
Fondées par le dessinateur Jean Bruller et l'écrivain Pierre de Lescure en 1941 à Paris, les Éditions ont fonctionné clandestinement jusqu'à la Libération, publiant vingt-cinq ouvrages d'écrivains de la Résistance, contournant ainsi la censure et la propagande de Vichy (notamment La Nouvelle Revue française). Plus neutres politiquement que Pensée Libre (démantelée par les Allemands), les Éditions étaient ouvertes aux auteurs résistants, gaullistes et communistes.
Le 3 octobre 1944, le nom de la maison d'édition est déposé au registre du commerce prenant dès lors une existence légale. Quelques semaines plus tard cette même année, les Éditions de minuit reçoivent le prix Femina en tant qu'éditeur, fait unique dans l'histoire de ce prix littéraire.

### Après-guerre

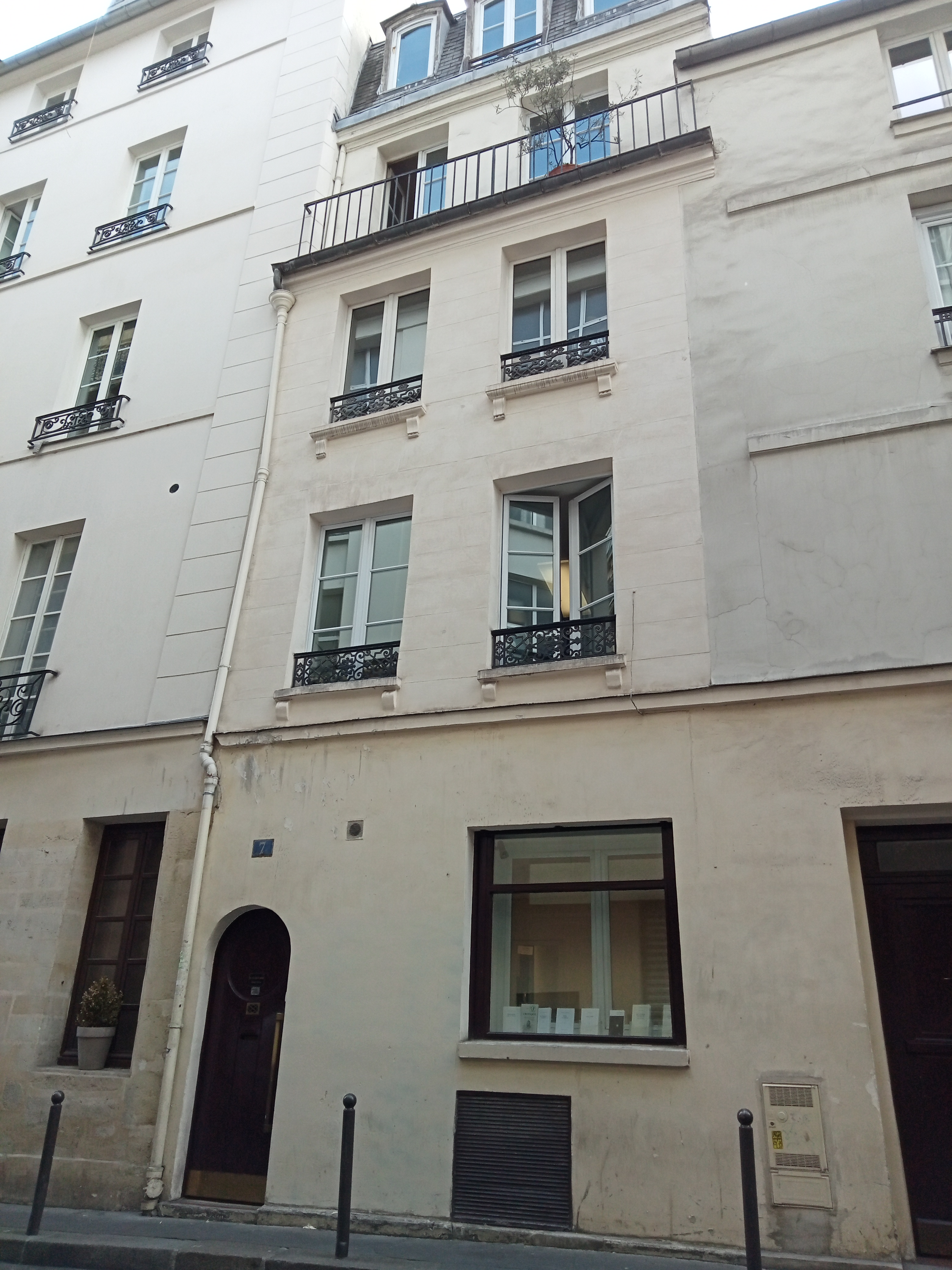
Éditions de minuit au 7, rue Bernard-Palissy.

Après la guerre, la maison d'édition dirigée par Vercors est en proie à des difficultés financières. Jérôme Lindon, entré comme chef de fabrication en 1946, la rachète en 1948 et va la diriger jusqu'à sa mort en 2001. À partir de 1951, les Éditions de minuit s'installent au 7, rue Bernard-Palissy  dans le 6e arrondissement de Paris, siège inchangé depuis. À partir de 1955 et l'entrée d'Alain Robbe-Grillet dans le giron des auteurs (suivie de celles de Nathalie Sarraute et Claude Simon), s'ouvre pour une vingtaine d'années la période du Nouveau Roman dont les Éditions de minuit sont le promoteur.
La revue mensuelle Critique, fondée en 1946 par Georges Bataille, est reprise après sa mort par Jean Piel, et ensuite dirigée par Philippe Roger. En 1972, Jérôme Lindon crée la revue Minuit et en confie la direction à Tony Duvert. À la fin de la décennie, Mathieu Lindon prend la suite de Duvert. La revue disparaît en 1982.
À la mort de Jérôme Lindon (avril 2001), sa fille Irène Lindon prend la direction de la maison d'édition durant une vingtaine d'années.

### Intégration au groupe Madrigall
Le 23 juin 2021, les Éditions de minuit sont rachetées par le groupe Madrigall, maison mère des éditions Gallimard, selon la volonté d'Irène Lindon, sans héritier, qui déclare, pour expliquer cette décision : « L’âge venant, il fallait que je pense à l’avenir de la maison, de ses collaborateurs et de ses auteurs. » L'adossement surprise au groupe Madrigall, annoncé par un communiqué commun, est effectif au 1er janvier 2022 et met fin à l'indépendance des Éditions de minuit qui étaient considérées comme la dernière grande maison d'édition française (de par son catalogue et son prestige) avec Gallimard,. La même année, Thomas Simonnet – anciennement directeur de L'Arbalète – succède à Irène Lindon à la tête de la maison d'édition.

## Écrivains des Éditions de minuit
Les Éditions de minuit ont notamment publié :
- Kostas Axelos
- Georges Bataille
- Maurice Blanchot
- Pierre Bourdieu
- Jacques Bouveresse
- Jean Bruller (Vercors)
- Jacques Derrida
- Gilles Deleuze
- Georges Didi-Huberman
- Marguerite Duras
- Tony Duvert
- Jean Echenoz
- Paul Éluard
- William Faulkner
- Jean Guéhenno (Cévennes)[9]
- Hervé Guibert
- Luce Irigaray
- Bernard-Marie Koltès
- Herbert Marcuse
- Clément Rosset
- Jean Rouaud
- Michel Serres
- Édith Thomas
- Pierre Vidal-Naquet
- Jules Vuillemin
- Elie Wiesel
- Karl August Wittfogel

Pendant la guerre d'Algérie, elles publient, en 1958, La Question d'Henri Alleg et La Gangrène de Bachir Boumaza, qui sont immédiatement censurés, tout comme, un peu plus tard, Le Déserteur de Maurienne (pseudonyme de Jean-Louis Hurst), en 1960, Les Égorgeurs de Benoist Rey, publié en 1961.
En littérature, elles publient les auteurs du Nouveau Roman :
- Samuel Beckett
- Michel Butor
- Claude Ollier
- Robert Pinget
- Jean Ricardou
- Alain Robbe-Grillet
- Nathalie Sarraute
- Claude Simon

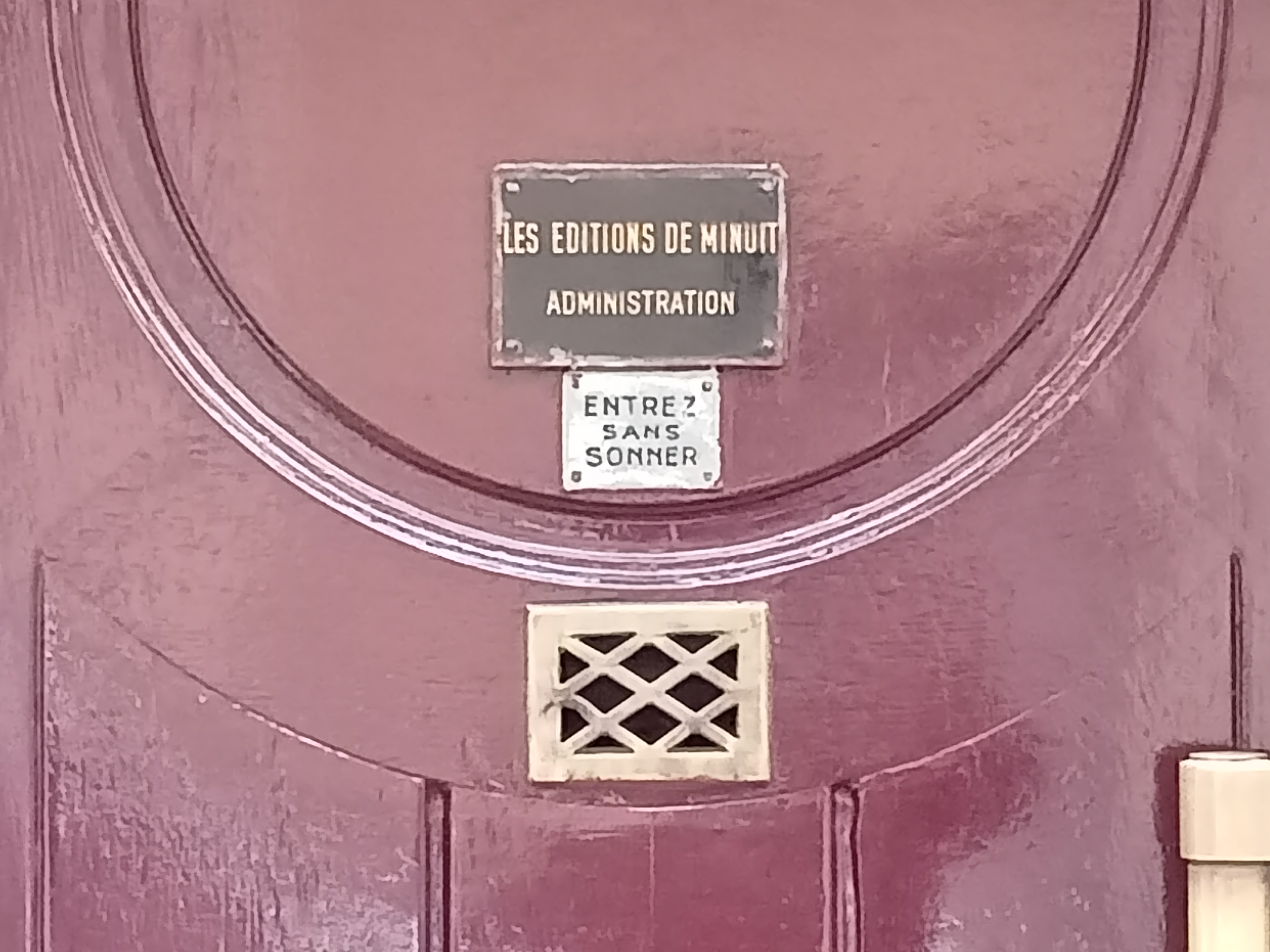
Porte des éditions.

Plus récemment, elles ont publié : Patrick Deville, Christian Gailly, Jean Echenoz, Eugène Savitzkaya, Christian Oster, François Bon, Jean-Philippe Toussaint, Jean Pierre Ceton, Jacques Serena, Marie NDiaye, Éric Chevillard, Éric Laurrent, Laurent Mauvignier, Tanguy Viel, Benoît Peeters, Marie-Françoise Plissart, Anne Godard, Caroline Lamarche, Bertrand de La Peine, Vincent Almendros, Julia Deck, Monique Wittig, etc.
À partir de 1951 est publiée la série des Évocations, consacrée à l'aspect historique des rues et monuments de plusieurs villes de France (Paris avec Jacques Hillairet et Georges Poisson, Marseille et Aix-en-Provence avec André Bouyala d'Arnaud, Avignon avec Joseph Girard, etc.).
En 1966, Pierre Bourdieu crée au sein des Éditions de minuit la collection « Le sens commun », chargée de faire découvrir des auteurs méconnus sur le sol français, tels qu'Erving Goffman.
À partir de 1993, la collection « Paradoxe », consacrée principalement à la critique littéraire et à la philosophie, accueille les essais d'auteurs tels que Pierre Bayard, William Marx ou Peter Szendy, ainsi que de Georges Didi-Huberman et Clément Rosset.

### Distinctions
Deux auteurs des Éditions de minuit ont reçu le prix Nobel de littérature : Samuel Beckett et Claude Simon. Un auteur a reçu le prix Nobel de la paix : Elie Wiesel.
Trois livres, parus aux Éditions de minuit, ont reçu le prix Goncourt : L'Amant de Marguerite Duras en 1984 ; Les Champs d'honneur de Jean Rouaud en 1990 ; et Je m'en vais de Jean Echenoz en 1999.